# Flaga Synów Wolności
Flaga Synów Wolności – symbol organizacji Synów Wolności w postaci flagi.
Pochodzenie flagi Synów Wolności nie jest znane. Wbrew popularnej legendzie, nie stworzyła jej Betsy Ross. Została zaprojektowana, prawdopodobnie, w 1765 roku, kiedy powstała owa tajna organizacja patriotyczna. Początkowo na fladze było dziewięć pasów, symbolizujących dziewięć z trzynastu kolonii, które w roku 1765, zaprotestowały przeciw ustawie Stamp Act. Ostatecznie stała się podstawą do projektu flagi wolnej Ameryki.